# Юна (река, впадает в залив Самана)
Ю́на (исп. Río Yuna) — река на острове Гаити, на севере Доминиканской Республики. Вторая по длине река в стране (после Яке-дель-Норте). 
Река берёт своё начало в горном массиве Кордильера-Сентраль в результате слияния множества небольших водных потоков в районе города Бонао. Далее течёт по долине Вега-Реаль в северо-восточном направлении. После впадения в реку её основного притока Каму, река поворачивает на восток и выходит на низменные территории, впадая в залив Самана вблизи города Санчес.
Длина реки по разным данным составляет от 160 до 209 км, но она судоходна только в своём нижнем течении. Площадь бассейна — 5498 км2. Вода реки активно используется для сельского хозяйства — выращивания риса, батата, юкки, фасоли, маланги, ямса, овощей, бананов, а также животноводства.